# Ферфилд (Јута)
Ферфилд (енгл. Fairfield) град је у америчкој савезној држави Јута.

## Демографија
По попису из 2010. године број становника је 119.
| Група             | 2000.    | 2010.       |
| Белци             | 0 (0,0%) | 111 (93,3%) |
| Афроамериканци    | 0 (0,0%) | 0 (0,0%)    |
| Азијати           | 0 (0,0%) | 0 (0,0%)    |
| Хиспаноамериканци | 0 (0,0%) | 5 (4,2%)    |
| Укупно            | 0        | 119         |